# Назаркин, Вячеслав Николаевич
Вячеслав Николаевич Назаркин (укр. В'ячеслав Миколайович Назаркін; род. 2 ноября 1964 года, Борисов) — украинский военный деятель, генерал-лейтенант. Заместитель руководителя АТО, врио. начальника управления спецопераций Генштаба Вооружённых сил Украины. Командующий ОК «Север» (февраль 2017—2017).

## Биография
Окончил Дальневосточное высшее общевойсковое командное училище. В вооружённых силах с 5 августа 1985 года. Служил в составе Группы советских войск в Германии, с 1989 по 1992 год командир взвода курсантов в Омском Высшем общевойсковом командном Дважды Краснознамённом училище имени Фрунзе. Впоследствии находился на должности командира роты КГБ СССР Сибирского военного округа.
В 1998 году окончил Киевскую военную академию. В 1998—1999 годах — командир 17-го полка Национальной гвардии Украины. После её расформирования в 2000—2005 гг. возглавлял механизированную бригаду, созданную на базе остатков 6-й дивизии Нацгвардии.
В 2006—2007 годах учился в Академии Генерального штаба Украины. С 2007 года — заместитель командующего 8-го армейского корпуса.
С 5 декабря 2013 года — врио начальника управления спецопераций Генштаба Вооружённых сил Украины. Непосредственно контролировал отдельные операции. В частности, со слов Николая Капиноса, находился в составе соединения ВСУ во время боёв за Саур-Могилу.
24 сентября 2014 года генерал-майор Вячеслав Назаркин уволен с должности начальника Управления сил специальных операций Генерального Штаба ВСУ.. 5 февраля 2015 года назначен на должность первого заместителя командующего войск оперативного командования «Запад».

## Уголовное производство
После публикации статьи Анны Бабинец «Чёрный список армии-2. Спецгенерал» (укр. Чорний список армії-2. Спецгенерал) в сентябре 2014 года военной прокуратурой начато уголовное производство в отношении Вячеслава Назаркина по части 3 статьи 425 Уголовного кодекса Украины «Халатное отношение к военной службе, которое причинило существенный вред».

## Критика
Агентство журналистских расследований «Следствие. Инфо» посвятила Назаркину свой сюжет «Чёрный список армии-2. Спецгенерал», который вышел в эфир на Общественном телевидении 27 августа 2014 года. В этом сюжете, среди прочего, упоминалось следующее:

- «на своей странице в „Одноклассниках“ господин Назаркин активно лайкает Антимайдановские публикации»
- «67 % коллектива открыто не доверяют начальнику, а 75 % не считают его профессионалом своего дела.»
- «практически каждая спецоперация при участии Назаркина заканчивается катастрофой и смертями спецназовцев.»

Оригинальный текст (укр.)
- на своїй сторінці в „Одноклассниках“ пан Назаркін активно лайкає Антимайданівські публікації»
- «67% колективу відкрито не довіряють начальнику, а 75% не вважають його професіоналом своєї справи.»
- «практично кожна спецоперація за участі Назаркіна закінчується катастрофою і смертями спецпризначенців.»

Журналистка Анна Бабинец отметила:

Вячеслав Назаркин — заместитель руководителя АТО. Его родной брат — российский военный. Кажется, Сергей Назаркин сейчас служит на стороне ДНР и братья активно общаются. Когда я спросила самого Назаркина, есть ли у него брат — российский военный, он ответил: «Не знаю… А пока вы мне мешаете работать, потому что я занимаюсь, МЛЯ, делом, которое, МЛЯ, необходимо для того, чтоб защищать государство. До свидания».
Оригинальный текст (укр.)В’ячеслав Назаркін — заступник керівника АТО. Його рідний брат — російський військовий. Кажуть, Сергій Назаркін зараз служить на стороні ДНР і брати активно спілкуються. Коли я спитала самого Назаркіна, чи є у нього брат — російський військовий, він відповів: «Не знаю… А пока вы мне мешаете работать, потому что я занимаюсь, МЛЯ, справой, которая, МЛЯ, необхидна для того, чтоб защищать державу. До побачення».

## Награды
- Орден Данилы Галицкого
- Медаль «Защитнику Отчизны»
- Медаль «10 лет Вооружённым силам Украины»
- Медаль «15 лет Вооружённым силам Украины»
- Медаль Жукова
- Юбилейная медаль «70 лет Вооружённых Сил СССР»

## Ссылка
- Началась очередная ротация 56-го отдельного вертолетного отряда Вооруженных Сил Украины Миссии ООН в Либерии.